# Arenaria libanotica
Arenaria libanotica là loài thực vật có hoa thuộc họ Cẩm chướng. Loài này được Kotschy mô tả khoa học đầu tiên năm 1867.